# کومو، نیو ساوت ولز
کومو (به انگلیسی: Como) یک حومه شهر در استرالیا است که در نیو ساوت ولز واقع شده‌است.